# DJ Balli
Pour les articles homonymes, voir Balli.
 (novembre 2013).
Si vous disposez d'ouvrages ou d'articles de référence ou si vous connaissez des sites web de qualité traitant du thème abordé ici, merci de compléter l'article en donnant les références utiles à sa vérifiabilité et en les liant à la section « Notes et références ».
DJ Balli, nom de scène de Riccardo Balli (né le 9 décembre 1972 à Bologne) est un artiste breakcore, disc jockey, producteur discographique et écrivain italien.

## Biographie
Avec un passé de batteur dans un groupe straight edge hard-core Isotopi du Dolore et de noisicien dans le collectif « SEB », au début des années 1990, Dj Balli perdit tout intérêt pour la musique et se concentra sur l'écriture. 
Le principal résultat de ce changement fut le livre, en italien, « 'Anche Tu Astronauta » (1998) sur l'Association des Astronautes Autonomes, A.A.A. (des extraits de ce pamphlet se trouvent dans l'anthologie en langue française « Quitter La Gravité »). 
Quelques années plus tard, en 2000, par le biais de l'A.A.A. il se réconcilia avec la musique en réalisant 3 chansons pour la compilation cd « Rave in Space ». L'année 2000 fut aussi celle du lancement de son propre label Sonic Belligeranza et le début d'un djing plus régulier. Lassé de la moyenne des djs, qui restent debout et jouent les disques les un après les autres, Balli s'est impliqué dans un turntablism plus "aventureux", fusionnant les scratch avec les glitch numériques du lap-top. En l'an 2004, en réponse aux sons breakcore devenus pour la plupart cliché, il a lancé les deux sous labels : + Belligeranza et -Belligeranza dédiés à enrichir ses propres (et, espérons-le, ceux de nombreux autres djs ...) set, avec, respectivement, des fréquences déformées et des extravagances vinyles. Selon ses propres mots:"Moderne, libérée, contemporaine, d'un large spectre, expérimental,d'une relaxation stressante, post-bio, végétale, intelligente,extraordinaire: ces adjectifs sont souvent attribués à la musique électronique dance, avec Dj Balli les choses sont différentes ".
D'autres projets musicaux avec DJ Balli: The Wrong Nigga To Fuk Wiz, Bombolo Blues Band, Bally Corgan et The Right W.A.S.P. To Play Golf Wiz !

## Discographie

### Projets Solo
- "Indagations serious and comical at around 333 bpm" 12" (Sonic Belligeranza 01, 2000)
- "Transmutations" 12" (Sonic Belligeranza 02, 2001)
- "Straight-Edge Rastafari Manifesto" 12" (Sonic Belligeranza 04, 2003)
- "From The Inside" 12" (-Belligeranza 02, 2004)
- "The Pure Spirit Of Rock'n'Roll" cd (+Belligeranza 03, 2005)
- "Otoscratch, The Ultimate Wax To Remove The Wax!" 12" (-Belligeranza 03, 2006)
- "In Skatebored We Noize!" 7" picture-disc (+Belligeranza 04, 2007)
- "Boyscouts-Ravers Must Die!" 12" (Sonic Belligeranza 08, 2007)
- "Introducing PornoGolf" 12" (-Belligeranza 04, 2007)
- "4 Seasons Pizza" 12" picture-disc (+Belligeranza 05, 2009)
- "Bally Corgan" 7" picture-disc (+Belligeranza 06, 2009)
- "Extreme 8 Bit Terror" 12" picture-disc (Sonic Belligeranza 09, 2011)
- "Tweet It!(extratone mix)" 12" picture-disc (Sonic Belligeranza 10, 2012) avec Ralph Brown

### Compilations
- "Rave in Space: Association Of Autonomous Astronauts" cd (AAA01, 2000)
- "Kamikaze Club volume 3" 2 X 12" (Peace Off records, 2002)
- "Par Tous Les Trous Nécessaires" cd (Cavage records, 2002)
- "Antifaf" 12" (Sphenoide records, 2003)
- "The Scariest Weapon vol. II" cd (Invasion Wreck Chords, 2004)
- "The Scariest Weapon vol. III" cd (Invasion Wreck Chords, 2005)
- "No Ep Title Ep" 12" (Intellectual Violence records, 2005)
- "Landscape vol. II" 2 X cd (Shanshui records, 2005)
- "Helping beautiful people not having sex since 2005" 12" (Intellectual Violence records, 2006)
- "Amoeba n°.1" magazine + cd (Reardrome, 2006)
- "What's The Morden? Revolution? Model?" 2 X cd (2,3,5 studio, 2007)
- "MusikMekanikCirkus" cd (France, 2008)
- "Ministry Of Shit vol.2" cd (Goulburn Poultry Fanciers Society, 2008)
- "R2" cd (RDC records, 2010)
- "The Wire Tapper 26" cd (The Wire Magazine, 2011)